# Llista de diputats del Parlament de Catalunya (VI Legislatura)

## Composició del Ple del Parlament
|  | Partit  | Barcelona | Girona | Lleida | Tarragona | Total |
|  | ------- | --------- | ------ | ------ | --------- | ----- |
|  | CiU     | 31        | 9      | 8      | 8         | 56    |
|  | PSC-CpC | 36        | 5      | 5      | 6         | 52    |
|  | ERC     | 7         | 2      | 1      | 2         | 12    |
|  | PPC     | 8         | 1      | 1      | 2         | 12    |
|  | ICV-EA  | 3         | 0      | 0      | 0         | 3     |
|  | Total   | 85        | 17     | 15     | 18        | 135   |

De les candidatures admeses a les eleccions, només 5 van rebre representació al Parlament de Catalunya. La candidatura amb més escons va ser Convergència i Unió amb 56 diputats, seguida pel Partit dels Socialistes de Catalunya amb 52 diputats i Esquerra Republicana de Catalunya amb 12 diputats, el Partit Popular de Catalunya va aconseguir 12 diputats i Iniciativa per Catalunya Verds - Esquerra Alternativa en va obtenir 3. Tanmateix el PSC va guanyar en nombre de vots.

## Diputats
El següent llistat recull tots els membres que prengueren l'acta de diputat al llarg de la legislatura. En negreta hi ha ressaltats aquells que finalitzaren la legislatura.

### Mesa
La Mesa és l'òrgan rector col·legiat de la cambra. Les funcions més importants són: ordenar el treball parlamentari, interpretar el Reglament i dirigir els serveis del Parlament. La mesa del parlament està formada per 7 membres: el president/a, 2 vicepresidents i 4 secretaris. El President del Parlament té la representació de la cambra, estableix i manté l'ordre de les discussions i del debat, d'acord amb el Reglament, i vetlla per mantenir l'ordre dins el Parlament. Joan Rigol d'Unió Democràtica de Catalunya va ser escollit, per primer cop, President de la Cambra amb el suport de 68 dels 135 diputats. La mesa en aquesta legislatura va estar formada per membres de 4 grups parlamentaris.
|  | Nom                         | Imatge                      | Grup parlamentari    | Circumscripció | Legislatures anteriors | Inici mandat          | Fi mandat              | Càrrec                  |
|  | --------------------------- | --------------------------- | -------------------- | -------------- | ---------------------- | --------------------- | ---------------------- | ----------------------- |
|  | Joan Rigol i Roig           | Joan Rigol i Roig           | CiU (UDC)            | Barcelona      | III, IV                | 5 de novembre de 1999 | 22 de setembre de 2003 | President del Parlament |
|  | Higini Clotas i Cierco      | Higini Clotas i Cierco      | Socialista (PSC-CpC) | Barcelona      | I, II, III, IV, V      | 5 de novembre de 1999 | 22 de setembre de 2003 | Vicepresident primer    |
|  | Dolors Montserrat i Culleré | Dolors Montserrat i Culleré | (PP)                 | Barcelona      | III, IV, V             | 5 de novembre de 1999 | 22 de setembre de 2003 | Vicepresident segon     |
|  | Carme Valls i Llobet        | Carme Valls i Llobet        | Socialista (PSC-CpC) |                | V                      | 5 de novembre de 1999 | 22 de setembre de 2003 | Secretaria primera      |
|  | Ernest Benach               | Ernest Benach               | (ERC)                | Tarragona      | IV, V                  | 5 de novembre de 1999 | 22 de setembre de 2003 | Secretaria segona       |
|  | Francesc Codina i Castillo  | Francesc Codina i Castillo  | CiU (CDC)            |                | II, III, IV, V         | 5 de novembre de 1999 | 16 de juny de 2000     | Secretari tercer        |
|  | Esteve Orriols i Sendra     | Esteve Orriols i Sendra     | CiU (CDC)            |                |                        | 27 de juny de 2000    | 22 de setembre de 2003 | Secretari tercer        |
|  | Isidre Gavín i Valls        | Isidre Gavín i Valls        | CiU (CDC)            | Barcelona      | II, III, IV, V         | 5 de novembre de 1999 | 22 de setembre de 2003 | Secretaria quarta       |

### Resta del ple
|  | Nom                                 | Imatge                    | Grup parlamentari    | Circumscripció | Legislatures anteriors | Inici mandat          | Fi mandat              | Càrrec |
|  | ----------------------------------- | ------------------------- | -------------------- | -------------- | ---------------------- | --------------------- | ---------------------- | ------ |
|  | Pasqual Maragall i Mira             |                           | Socialista (PSC-CpC) | Barcelona      |                        | 5 de novembre de 1999 | 22 de setembre de 2003 |        |
|  | Joaquim Nadal i Farreras            |                           | Socialista (PSC-CpC) | Barcelona      |                        | 5 de novembre de 1999 | 22 de setembre de 2003 |        |
|  | Manuela de Madre Ortega             |                           | Socialista (PSC-CpC) | Barcelona      |                        | 5 de novembre de 1999 | 22 de setembre de 2003 |        |
|  | Josep Maria Vallès i Casadevall     |                           | Socialista (PSC-CpC) | Barcelona      |                        | 5 de novembre de 1999 | 22 de setembre de 2003 |        |
|  | Carme Valls i Llobet                |                           | Socialista (PSC-CpC) | Barcelona      |                        | 5 de novembre de 1999 | 22 de setembre de 2003 |        |
|  | Higini Clotas i Cierco              |                           | Socialista (PSC-CpC) | Barcelona      |                        | 5 de novembre de 1999 | 22 de setembre de 2003 |        |
|  | Lluís Armet i Coma                  |                           | Socialista (PSC-CpC) | Barcelona      |                        | 5 de novembre de 1999 | 22 de setembre de 2003 |        |
|  | Jordi Terrades i Santacreu          |                           | Socialista (PSC-CpC) | Barcelona      |                        | 5 de novembre de 1999 | 22 de setembre de 2003 |        |
|  | Ramon Espasa i Oliver               | Ramon Espasa i Oliver     | Socialista (PSC-CpC) | Barcelona      |                        | 5 de novembre de 1999 | 22 de setembre de 2003 |        |
|  | Carme Figueras i Siñol              |                           | Socialista (PSC-CpC) | Barcelona      |                        | 5 de novembre de 1999 | 22 de setembre de 2003 |        |
|  | Montserrat Tura i Camafreita        |                           | Socialista (PSC-CpC) | Barcelona      |                        | 5 de novembre de 1999 | 22 de setembre de 2003 |        |
|  | Manuel Bustos i Garrido             |                           | Socialista (PSC-CpC) | Barcelona      |                        | 5 de novembre de 1999 | 22 de setembre de 2003 |        |
|  | Miquel Iceta i Llorens              |                           | Socialista (PSC-CpC) | Barcelona      |                        | 5 de novembre de 1999 | 22 de setembre de 2003 |        |
|  | Pilar Malla Escofet                 |                           | Socialista (PSC-CpC) | Barcelona      |                        | 5 de novembre de 1999 | 22 de setembre de 2003 |        |
|  | Joan Ferran i Serafini              |                           | Socialista (PSC-CpC) | Barcelona      |                        | 5 de novembre de 1999 | 22 de setembre de 2003 |        |
|  | Miquel Barceló i Roca               |                           | Socialista (PSC-CpC) | Barcelona      |                        | 5 de novembre de 1999 | 22 de setembre de 2003 |        |
|  | Josep Maria Carbonell i Abelló      |                           | Socialista (PSC-CpC) | Barcelona      |                        | 5 de novembre de 1999 | 22 de setembre de 2003 |        |
|  | Teresa Serra i Majem                |                           | Socialista (PSC-CpC) | Barcelona      |                        | 5 de novembre de 1999 | 22 de setembre de 2003 |        |
|  | Josep Maria Rañé i Blasco           |                           | Socialista (PSC-CpC) | Barcelona      |                        | 5 de novembre de 1999 | 22 de setembre de 2003 |        |
|  | Alexandre Masllorens i Escubós      |                           | Socialista (PSC-CpC) | Barcelona      |                        | 5 de novembre de 1999 | 22 de setembre de 2003 |        |
|  | Joan Roma i Cunill                  |                           | Socialista (PSC-CpC) | Barcelona      |                        | 5 de novembre de 1999 | 22 de setembre de 2003 |        |
|  | Caterina Mieras i Barceló           |                           | Socialista (PSC-CpC) | Barcelona      |                        | 5 de novembre de 1999 | 22 de setembre de 2003 |        |
|  | Josep Clofent i Rosique             |                           | Socialista (PSC-CpC) | Barcelona      |                        | 5 de novembre de 1999 | 22 de setembre de 2003 |        |
|  | Oriol Nel·lo i Colom                |                           | Socialista (PSC-CpC) | Barcelona      |                        | 5 de novembre de 1999 | 22 de setembre de 2003 |        |
|  | David Pérez i Ibáñez                |                           | Socialista (PSC-CpC) | Barcelona      |                        | 5 de novembre de 1999 | 22 de setembre de 2003 |        |
|  | Assumpta Baig i Torras              |                           | Socialista (PSC-CpC) | Barcelona      |                        | 5 de novembre de 1999 | 22 de setembre de 2003 |        |
|  | Josep Casajuana i Pladellorens      |                           | Socialista (PSC-CpC) | Barcelona      |                        | 5 de novembre de 1999 | 22 de setembre de 2003 |        |
|  | Pilar Díaz i Romero                 |                           | Socialista (PSC-CpC) | Barcelona      |                        | 5 de novembre de 1999 | 22 de setembre de 2003 |        |
|  | Bernardo Fernández Martínez         |                           | Socialista (PSC-CpC) | Barcelona      |                        | 5 de novembre de 1999 | 22 de setembre de 2003 |        |
|  | Àngela Gassó i Closa                |                           | Socialista (PSC-CpC) | Barcelona      |                        | 5 de novembre de 1999 | 22 de setembre de 2003 |        |
|  | Flora Vilalta i Sospedra            |                           | Socialista (PSC-CpC) | Barcelona      |                        | 5 de novembre de 1999 | 22 de setembre de 2003 |        |
|  | Fèlix Sogas i Mascaró               |                           | Socialista (PSC-CpC) | Barcelona      |                        | 5 de novembre de 1999 | 22 de setembre de 2003 |        |
|  | Maria Jesús Fanego Lorigados        |                           | Socialista (PSC-CpC) | Barcelona      |                        | 5 de novembre de 1999 | 22 de setembre de 2003 |        |
|  | Juan Manuel Jaime Ortea             |                           | Socialista (PSC-CpC) | Barcelona      |                        | 5 de novembre de 1999 | 22 de setembre de 2003 |        |
|  | Marc López i Plana                  |                           | Socialista (PSC-CpC) | Barcelona      |                        | 5 de novembre de 1999 | 22 de setembre de 2003 |        |
|  | Cristina Viader i Anfrons           |                           | Socialista (PSC-CpC) | Barcelona      |                        | 5 de novembre de 1999 | 22 de setembre de 2003 |        |
|  | Joan Galcerán i Margarit            |                           | Socialista (PSC-CpC) | Barcelona      |                        | 5 de novembre de 1999 | 22 de setembre de 2003 |        |
|  | Roberto Edgardo Labandera Ganachipi |                           | Socialista (PSC-CpC) | Barcelona      |                        | 5 de novembre de 1999 | 22 de setembre de 2003 |        |
|  | Jordi Pujol i Soley                 |                           | CiU (CDC)            | Barcelona      |                        | 5 de novembre de 1999 | 22 de setembre de 2003 |        |
|  | Artur Mas i Gavarró                 |                           | CiU (CDC)            | Barcelona      |                        | 5 de novembre de 1999 | 22 de setembre de 2003 |        |
|  | Xavier Trias i Vidal de Llobatera   |                           | CiU (CDC)            | Barcelona      |                        | 5 de novembre de 1999 | 22 de setembre de 2003 |        |
|  | Carles Puigdomènech i Cantó         |                           | CiU (CDC)            | Barcelona      |                        | 5 de novembre de 1999 | 22 de setembre de 2003 |        |
|  | Antoni Comas i Baldellou            |                           | CiU (CDC)            | Barcelona      |                        | 5 de novembre de 1999 | 22 de setembre de 2003 |        |
|  | Joan Maria Pujals i Vallvé          |                           | CiU (CDC)            | Barcelona      |                        | 5 de novembre de 1999 | 22 de setembre de 2003 |        |
|  | Josep Maria Matas i Babon           |                           | CiU (CDC)            | Barcelona      |                        | 5 de novembre de 1999 | 22 de setembre de 2003 |        |
|  | Ramon Camp i Batalla                |                           | CiU (CDC)            | Barcelona      |                        | 5 de novembre de 1999 | 22 de setembre de 2003 |        |
|  | Josep Antoni Duran i Lleida         |                           | CiU (UDC)            | Barcelona      |                        | 5 de novembre de 1999 | 22 de setembre de 2003 |        |
|  | Andreu Mas-Colell                   |                           | CiU (CDC)            | Barcelona      |                        | 5 de novembre de 1999 | 22 de setembre de 2003 |        |
|  | Meritxell Borràs i Solé             |                           | CiU (CDC)            | Barcelona      |                        | 5 de novembre de 1999 | 22 de setembre de 2003 |        |
|  | Maria Eugènia Cuenca i Valero       |                           | CiU (CDC)            | Barcelona      |                        | 5 de novembre de 1999 | 22 de setembre de 2003 |        |
|  | Jordi Casas i Bedós                 |                           | CiU (CDC)            | Barcelona      |                        | 5 de novembre de 1999 | 22 de setembre de 2003 |        |
|  | Joan Maria Vallvé i Ribera          |                           | CiU (CDC)            | Barcelona      |                        | 5 de novembre de 1999 | 22 de setembre de 2003 |        |
|  | Marcel Riera i Bou                  |                           | CiU (CDC)            | Barcelona      |                        | 5 de novembre de 1999 | 22 de setembre de 2003 |        |
|  | Joan Viñas i Bona                   |                           | CiU (CDC)            | Barcelona      |                        | 5 de novembre de 1999 | 22 de setembre de 2003 |        |
|  | Josep Maria Matas i Babon           |                           | CiU (CDC)            | Barcelona      |                        | 5 de novembre de 1999 | 22 de setembre de 2003 |        |
|  | Joaquim Ferrer i Roca               |                           | CiU (CDC)            | Barcelona      |                        | 5 de novembre de 1999 | 22 de setembre de 2003 |        |
|  | Domènec Sesmilo i Rius              |                           | CiU (CDC)            | Barcelona      |                        | 5 de novembre de 1999 | 22 de setembre de 2003 |        |
|  | Rafael Hinojosa i Lucena            |                           | CiU (CDC)            | Barcelona      |                        | 5 de novembre de 1999 | 22 de setembre de 2003 |        |
|  | Neus Munté i Fernández              |                           | CiU (CDC)            | Barcelona      |                        | 5 de novembre de 1999 | 22 de setembre de 2003 |        |
|  | Rosa Bruguera i Bellmunt            |                           | CiU (CDC)            | Barcelona      |                        | 5 de novembre de 1999 | 22 de setembre de 2003 |        |
|  | Antoni Fernández i Teixidó          |                           | CiU (CDC)            | Barcelona      |                        | 5 de novembre de 1999 | 22 de setembre de 2003 |        |
|  | Ramon Espadaler i Parcerisas        |                           | CiU (UDC)            | Barcelona      |                        | 5 de novembre de 1999 | 22 de setembre de 2003 |        |
|  | Francesc Iglesias i Sala            |                           | CiU (CDC)            | Barcelona      |                        | 5 de novembre de 1999 | 22 de setembre de 2003 |        |
|  | Flora Sanabra i Villarroya          |                           | CiU (CDC)            | Barcelona      |                        | 5 de novembre de 1999 | 22 de setembre de 2003 |        |
|  | Vicenç Villatoro i Lamolla          |                           | CiU (CDC)            | Barcelona      |                        | 5 de novembre de 1999 | 22 de setembre de 2003 |        |
|  | Teresa Capilla i Pujol              |                           | CiU (CDC)            | Barcelona      |                        | 5 de novembre de 1999 | 22 de setembre de 2003 |        |
|  | Lluís Miquel Recoder i Miralles     |                           | CiU (CDC)            | Barcelona      |                        | 5 de novembre de 1999 | 22 de setembre de 2003 |        |
|  | Antoni Castellà i Clavé             |                           | CiU (UDC)            | Barcelona      |                        | 5 de novembre de 1999 | 22 de setembre de 2003 |        |
|  | Jaume Camps i Rovira                |                           | CiU (CDC)            | Barcelona      |                        | 5 de novembre de 1999 | 22 de setembre de 2003 |        |
|  | Salvador Esteve i Figueras          |                           | CiU (CDC)            | Barcelona      |                        | 5 de novembre de 1999 | 22 de setembre de 2003 |        |
|  | Josep Rull i Andreu                 |                           | CiU (CDC)            | Barcelona      |                        | 5 de novembre de 1999 | 22 de setembre de 2003 |        |
|  | Josep Lluís Fernández i Burgui      |                           | CiU (CDC)            | Barcelona      |                        | 5 de novembre de 1999 | 22 de setembre de 2003 |        |
|  | Esteve Orriols i Sendra             |                           | CiU (CDC)            | Barcelona      |                        | 5 de novembre de 1999 | 22 de setembre de 2003 |        |
|  | Francesc Codina i Castillo          |                           | CiU (CDC)            | Barcelona      |                        | 5 de novembre de 1999 | 22 de setembre de 2003 |        |
|  | Pere Ribera i Guals                 |                           | CiU (CDC)            | Barcelona      |                        | 5 de novembre de 1999 | 22 de setembre de 2003 |        |
|  | Jaume Farguell i Sitges             |                           | CiU (CDC)            | Barcelona      |                        | 5 de novembre de 1999 | 22 de setembre de 2003 |        |
|  | Alberto Fernández Díaz              |                           | PP                   | Barcelona      |                        | 5 de novembre de 1999 | 22 de setembre de 2003 |        |
|  | Dolors Nadal i Aymerich             |                           | PP                   | Barcelona      |                        | 5 de novembre de 1999 | 22 de setembre de 2003 |        |
|  | Francesc Vendrell i Bayona          |                           | PP                   | Barcelona      |                        | 5 de novembre de 1999 | 22 de setembre de 2003 |        |
|  | Ricard Fernàndez Deu                |                           | PP                   | Barcelona      |                        | 5 de novembre de 1999 | 22 de setembre de 2003 |        |
|  | Daniel Sirera Bellés                |                           | PP                   | Barcelona      |                        | 5 de novembre de 1999 | 22 de setembre de 2003 |        |
|  | Carina Mejías Sánchez               |                           | PP                   | Barcelona      |                        | 5 de novembre de 1999 | 22 de setembre de 2003 |        |
|  | Ángeles Esteller Ruedas             |                           | PP                   | Barcelona      |                        | 5 de novembre de 1999 | 22 de setembre de 2003 |        |
|  | Josep-Lluís Carod-Rovira            |                           | ERC                  | Barcelona      |                        | 5 de novembre de 1999 | 22 de setembre de 2003 |        |
|  | Josep Huguet i Biosca               |                           | ERC                  | Barcelona      |                        | 5 de novembre de 1999 | 22 de setembre de 2003 |        |
|  | Carles Bonet i Revés                |                           | ERC                  | Barcelona      |                        | 5 de novembre de 1999 | 22 de setembre de 2003 |        |
|  | Carme Porta i Abad                  |                           | ERC                  | Barcelona      |                        | 5 de novembre de 1999 | 22 de setembre de 2003 |        |
|  | Joan Ridao i Martín                 |                           | ERC                  | Barcelona      |                        | 5 de novembre de 1999 | 22 de setembre de 2003 |        |
|  | Xavier Vendrell i Segura            |                           | ERC                  | Barcelona      |                        | 5 de novembre de 1999 | 22 de setembre de 2003 |        |
|  | Jaume Oliveras i Maristany          |                           | ERC                  | Barcelona      |                        | 5 de novembre de 1999 | 22 de setembre de 2003 |        |
|  | Rafael Ribó i Massó                 |                           | ICV                  | Barcelona      |                        | 5 de novembre de 1999 | 22 de setembre de 2003 |        |
|  | José Luis López Bulla               |                           | ICV                  | Barcelona      |                        | 5 de novembre de 1999 | 22 de setembre de 2003 |        |
|  | Elisabet Font i Muntanyà            |                           | ICV                  | Barcelona      |                        | 5 de novembre de 1999 | 22 de setembre de 2003 |        |
|  | Pere Macias i Arau                  |                           | CiU                  | Girona         |                        | 5 de novembre de 1999 | 22 de setembre de 2003 |        |
|  | Josep Micaló i Aliu                 |                           | CiU                  | Girona         |                        | 5 de novembre de 1999 | 22 de setembre de 2003 |        |
|  | Enric Millo                         |                           | CiU                  | Girona         |                        | 5 de novembre de 1999 | 22 de setembre de 2003 |        |
|  | Xavier Soy i Soler                  |                           | CiU                  | Girona         |                        | 5 de novembre de 1999 | 22 de setembre de 2003 |        |
|  | Trinitat Neras Plaja                |                           | CiU                  | Girona         |                        | 5 de novembre de 1999 | 22 de setembre de 2003 |        |
|  | Josep Maria Salvatella i Suñer      |                           | CiU                  | Girona         |                        | 5 de novembre de 1999 | 22 de setembre de 2003 |        |
|  | Eudald Casadesús i Barceló          |                           | CiU                  | Girona         |                        | 5 de novembre de 1999 | 22 de setembre de 2003 |        |
|  | Núria Martínez i Barderi            |                           | CiU                  | Girona         |                        | 5 de novembre de 1999 | 22 de setembre de 2003 |        |
|  | Pere Lladó i Isàbal                 |                           | CiU                  | Girona         |                        | 5 de novembre de 1999 | 22 de setembre de 2003 |        |
|  | Marina Geli i Fàbrega               |                           | PSC-CpC-IC-V (PSC)   | Girona         |                        | 5 de novembre de 1999 | 22 de setembre de 2003 |        |
|  | Manuel Nadal i Farreras             |                           | PSC-CpC-IC-V (PSC)   | Girona         |                        | 5 de novembre de 1999 | 22 de setembre de 2003 |        |
|  | Joan Surroca i Sens                 |                           | PSC-CpC-IC-V (PSC)   | Girona         |                        | 5 de novembre de 1999 | 22 de setembre de 2003 |        |
|  | Martí Sans i Pairuto                |                           | PSC-CpC-IC-V (PSC)   | Girona         |                        | 5 de novembre de 1999 | 22 de setembre de 2003 |        |
|  | Joan Puigcercós i Boixassa          |                           | ERC                  | Girona         |                        | 5 de novembre de 1999 | març 2000              |        |
|  | Pere Vigo i Sallent                 |                           | ERC                  | Girona         |                        | març 2000             | 22 de setembre de 2003 |        |
|  | Francesc Ferrer i Gironès           |                           | ERC                  | Girona         |                        | 5 de novembre de 1999 | 22 de setembre de 2003 |        |
|  | Alicia Sánchez-Camacho Pérez        |                           | PP                   | Girona         |                        | 5 de novembre de 1999 | 22 de setembre de 2003 |        |
|  | Josep Grau i Seris                  |                           | CiU                  | Lleida         |                        | 5 de novembre de 1999 | 22 de setembre de 2003 |        |
|  | Joan Horaci Simó i Burgués          |                           | CiU                  | Lleida         |                        | 5 de novembre de 1999 | 22 de setembre de 2003 |        |
|  | Francesc Xavier Coll i Gilabert     |                           | CiU                  | Lleida         |                        | 5 de novembre de 1999 | setembre 2000          |        |
|  | Agustí López i Pla                  |                           | CiU                  | Lleida         |                        | setembre 2000         | 22 de setembre de 2003 |        |
|  | Concepció Tarruella i Tomàs         |                           | CiU                  | Lleida         |                        | 5 de novembre de 1999 | 22 de setembre de 2003 |        |
|  | Jesús Bartolomé i Carrascal         |                           | CiU                  | Girona         |                        | 5 de novembre de 1999 | 22 de setembre de 2003 |        |
|  | Isidre Gavín i Valls                |                           | CiU                  | Lleida         |                        | 5 de novembre de 1999 | 22 de setembre de 2003 |        |
|  | Frederic Gené i Ripoll              |                           | CiU                  | Lleida         |                        | 5 de novembre de 1999 | 22 de setembre de 2003 |        |
|  | Ramon Llumà i Guitart               |                           | CiU                  | Lleida         |                        | 5 de novembre de 1999 | 22 de setembre de 2003 |        |
|  | Antoni Siurana i Zaragoza           | Antoni Siurana i Zaragoza | PSC-CpC-IC-V (PSC)   | Lleida         |                        | 5 de novembre de 1999 | 22 de setembre de 2003 |        |
|  | Ramon Vilalta i Oliva               |                           | PSC-CpC-IC-V (PSC)   | Lleida         |                        | 5 de novembre de 1999 | 22 de setembre de 2003 |        |
|  | Francesc Boya i Alòs                |                           | PSC-CpC-IC-V (PSC)   | Lleida         |                        | 5 de novembre de 1999 | 22 de setembre de 2003 |        |
|  | Marta Camps i Torrents              |                           | PSC-CpC-IC-V (PSC)   | Lleida         |                        | 5 de novembre de 1999 | 22 de setembre de 2003 |        |
|  | Joaquim Llena i Cortina             | Joaquim Llena i Cortina   | PSC-CpC-IC-V (PSC)   | Lleida         |                        | 5 de novembre de 1999 | 22 de setembre de 2003 |        |
|  | Jordi Ausàs i Coll                  |                           | ERC                  | Lleida         |                        | 5 de novembre de 1999 | 22 de setembre de 2003 |        |
|  | Josep Maria Fabregat Vidal          |                           | PP                   | Lleida         |                        | 5 de novembre de 1999 | 22 de setembre de 2003 |        |
|  | Joan Miquel Nadal i Malé            |                           | CiU                  | Tarragona      |                        | 5 de novembre de 1999 | 22 de setembre de 2003 |        |
|  | Eduard Rius i Pey                   | Eduard Rius i Pey         | CiU                  | Tarragona      |                        | 5 de novembre de 1999 | 22 de setembre de 2003 |        |
|  | Carles Pellicer i Punyed            |                           | CiU                  | Tarragona      |                        | 5 de novembre de 1999 | setembre 2000          |        |
|  | Joan Manuel Carrera i Pedrol        |                           | CiU                  | Tarragona      |                        | setembre 2000         | 22 de setembre de 2003 |        |
|  | Joan Maria Roig i Grau              |                           | CiU                  | Tarragona      |                        | 5 de novembre de 1999 | 22 de setembre de 2003 |        |
|  | Marià Curto i Forés                 |                           | CiU                  | Tarragona      |                        | 5 de novembre de 1999 | 22 de setembre de 2003 |        |
|  | Misericòrdia Montlleó i Domènech    |                           | CiU                  | Tarragona      |                        | 5 de novembre de 1999 | 22 de setembre de 2003 |        |
|  | Joan Manel Sabanza i March          |                           | CiU                  | Tarragona      |                        | 5 de novembre de 1999 | 22 de setembre de 2003 |        |
|  | Montserrat Duch i Plana             |                           | PSC-CpC-IC-V (PSC)   | Tarragona      |                        | 5 de novembre de 1999 | 22 de setembre de 2003 |        |
|  | Martí Carnicer i Vidal              |                           | PSC-CpC-IC-V (PSC)   | Tarragona      |                        | 5 de novembre de 1999 | 22 de setembre de 2003 |        |
|  | Antoni Sabaté i Ibarz               |                           | PSC-CpC-IC-V (PSC)   | Tarragona      |                        | 5 de novembre de 1999 | 22 de setembre de 2003 |        |
|  | Josep Maria Simó i Huguet           |                           | PSC-CpC-IC-V (PSC)   | Tarragona      |                        | 5 de novembre de 1999 | 22 de setembre de 2003 |        |
|  | Dolors Comas d'Argemir i Cendra     |                           | PSC-CpC-IC-V (PSC)   | Tarragona      |                        | 5 de novembre de 1999 | 22 de setembre de 2003 |        |
|  | Núria Segú i Ferré                  |                           | PSC-CpC-IC-V (PSC)   | Tarragona      |                        | 5 de novembre de 1999 | 22 de setembre de 2003 |        |
|  | Ernest Benach i Pascual             |                           | ERC                  | Tarragona      |                        | 5 de novembre de 1999 | 22 de setembre de 2003 |        |
|  | Josep Bargalló i Valls              |                           | ERC                  | Tarragona      |                        | 5 de novembre de 1999 | 22 de setembre de 2003 |        |
|  | Josep Curto i Casadó                |                           | PP                   | Tarragona      |                        | 5 de novembre de 1999 | 22 de setembre de 2003 |        |
|  | Rafael Luna i Vivas                 |                           | PP                   | Tarragona      |                        | 5 de novembre de 1999 | 22 de setembre de 2003 |        |